# Pallavolo ai XVI Giochi del Mediterraneo - Torneo maschile
Il torneo maschile di pallavolo ai XVI Giochi del Mediterraneo si è svolto dal 29 giugno al 5 luglio 2009 a Chieti e Montesilvano, in Italia, durante i XVI Giochi del Mediterraneo. Al torneo hanno partecipato 10 squadre nazionali di stati che si affacciano sul Mar Mediterraneo e la vittoria finale è andata per la quinta volta all'Italia.

## Sedi delle partite
I due impianti che hanno ospitato le partite sono:
|                                                               |                                                                    |  |
|                                                               |                                                                    |  |
| PalaTricalle Città: Chieti Capienza: 2.400 Anno d'apertura: ? | PalaRoma Città: Montesilvano Capienza: 1.540 Anno d'apertura: 2009 |  |

## Gironi
| Girone A                               | Girone B                                  |
| -------------------------------------- | ----------------------------------------- |
| Francia Grecia Italia Marocco Slovenia | Albania Montenegro Spagna Tunisia Turchia |

## Fase finale

### Finali 1º e 3º posto
|  | Semifinali | Semifinali | Semifinali |        |        | 1º/2º posto | 1º/2º posto | 1º/2º posto |  |
|  |            |            |            |        |        |             |             |             |  |
|  | Italia     | Italia     | 3          |        |        |             |             |             |  |
|  | Italia     | Italia     | 3          |        |        |             |             |             |  |
|  | Tunisia    | Tunisia    | 0          |        |        |             |             |             |  |
|  | Tunisia    | Tunisia    | 0          |        | Italia | Italia      | 3           |             |  |
|  |            |            |            |        | Italia | Italia      | 3           |             |  |
|  |            |            | Spagna     | Spagna | 1      |             |             |             |  |
|  | Spagna     | Spagna     | Spagna     | Spagna | 1      | 3           |             |             |  |
|  | Spagna     | Spagna     |            |        |        | 3           |             |             |  |
|  | Slovenia   | Slovenia   | 2          |        |        | 3º/4º posto | 3º/4º posto | 3º/4º posto |  |
|  | Slovenia   | Slovenia   | 2          |        |        |             |             |             |  |
|  |            |            |            |        |        |             |             |             |  |
|  |            |            |            |        |        | Tunisia     | Tunisia     | 0           |  |
|  |            |            |            |        |        | Tunisia     | Tunisia     | 0           |  |
|  |            |            |            |        |        | Slovenia    | Slovenia    | 3           |  |

## Classifica finale
| Classifica | Squadre    |
| ---------- | ---------- |
|            | Italia     |
|            | Spagna     |
|            | Slovenia   |
| 4          | Tunisia    |
| 5          | Turchia    |
| 6          | Grecia     |
| 7          | Montenegro |
| 8          | Francia    |
| 9          | Marocco    |
| 10         | Albania    |